# 大醫院小醫師
《大醫院小醫師》是台灣公視所製播的一齣醫學劇，於2000年12月25日晚上八點首播。內容描述一群醫學院學生的故事。

## 演員陣容

### 主要角色
| 演員   | 角色             | 介紹 |
| 竇智孔 | 莊正邦 （阿邦）  | 嘉義人，個性隨和，喜歡寫作，浪漫、愛幻想，他在白忙中記錄了這段考驗的點點滴滴，有個心儀的女朋友叫「牙牙」。 事實上，阿邦的角色就是侯文詠先生的化身。 |
| 江祖平 | 楊藹玲 （Amigo） | 好看日劇，唸理科卻十分愛哭的女生，大一新生介紹時直接了當的一句：希望大家把我當朋友，不要跟我談戀愛！ 換來了 滿場「噓」聲和一個「Amigo」的外號至今，外型很廋，個性卻很強韌，不易服輸，瘋起來十分三八，楊格因她那一句自我 介紹，曾發誓把她追到手，至今尚未成功。 |
| 馬志翔 | 凌志傑 （Money） | 綽號「Money」祖籍河南的芋頭蕃薯，父親早逝，母親辛苦持家，所以他非常節省、非常小氣，個性耿介，容易嫉世憤俗， 有個麻煩的妹妹。 |
| 藍正龍 | 楊格             | 也是芋頭蕃薯，性格卻跟凌志傑180度相反，不拘小節，愛走捷徑、愛玩樂、愛享受，心地善良，但麻煩一堆。 |
| 馬國畢 | 何進波 （阿波）  | 台北人，醫生世家的傳統被他父親中斷，又被他承繼，家人莫不寄以厚望，外表看似忠厚的他，其實心思很多，又有點 優柔寡斷，家中已為他訂婚的女友，也是名醫的掌上明珠，他卻常常三心二意，花邊不斷。                                                                      |

## 主題曲
| 順序    | 歌曲名稱 | 主唱                               | 作曲   | 作詞 | 播出期間                      | 播出集數      |
| 片頭曲1 | 彩虹     | 竇智孔/江祖平/馬志翔/藍正龍/馬國畢 | 古皓   | 古皓 | 2000年12月25日                | 第1集         |
| 片頭曲2 | 彩虹     | 古皓                               | 古皓   | 古皓 | 2000年12月26日－2001年1月19日 | 第2集～第20集 |
| 片尾曲  | 說給汪洋 | 洪瑞襄                             | 史擷詠 | 古皓 | 2000年12月25日－2001年1月19日 | 第1集～第20集 |

## 製作團隊
- 原著：侯文詠
- 製作人：楊冠玉
- 製作協調：蘇義雄
- 編劇：王小棣(1~6,17~20)、黃黎明(7~10)、丁正璽(11~12)、溫郁芳(11~14)、王明台(11~14)、徐譽庭(15~16)
- 導演：王小棣
- 副導演：章可中、陳秀如、陳碧真、王明台
- 執行製作：毛容、林曉菁
- 製作助理：陳柏霖、張建成、王啓讚、翁桂邦
- 音樂：史擷詠
- 場記：郭春暉、陳怡妤
- 服裝：周卉芳、張心威
- 服裝提供：非常衣著國際有限公司(13~16,18~20)
- 化妝：陳淑慧、游麗光、陳怡俐
- 攝影：李自強、李健興、江欽成
- 燈光：孟培雄、鄧堯智、丁海德
- 剪接：鄭明玲
- 錄音：普飛錄音室
- 音效混聲：王溪泉
- 美術：王棋中、安哲毅(11~20)
- 製作：飛宇傳播股份有限公司
- 監製：公共電視台

## 入圍及得獎紀錄
| 年份             | 典禮                 | 獎項             | 獲提名者 | 結果 |
| ---------------- | -------------------- | ---------------- | -------- | ---- |
| 2001年           |                      |                  |          |      |
| 第36屆電視金鐘獎 | 戲劇節目連續劇獎     | 《大醫院小醫師》 | 提名     |      |
| 第36屆電視金鐘獎 | 連續劇女配角獎       | 堂娜             | 提名     |      |
| 第36屆電視金鐘獎 | 連續劇導演（導播）獎 | 王小棣           | 提名     |      |
| 第36屆電視金鐘獎 | 連續劇編劇獎         | 公共電視編劇小組 | 提名     |      |